# Netretić
Netretić est un village et une municipalité située dans le comitat de Karlovac, en Croatie. Au recensement de 2001, la municipalité comptait 3 333 habitants, dont 98,89 % de Croates et le village seul comptait 50 habitants.

## Localités
La municipalité de Netretić compte 36 localités :
| - Baići - Bogovci - Brajakovo Brdo - Bukovje Netretićko - Culibrki - Donje Prilišće - Dubravci - Dubravčani - Goli Vrh Netretički - Kučevice - Kunići Ribnički - Ladešići | - Lončar Brdo - Lonjgari - Maletići - Mali Modruš Potok - Mračin - Mrzljaki - Netretić - Novigrad na Dobri - Pavičići - Piščetke - Planina Kunićka - Račak | - Rešetarevo - Rosopajnik - Skupica - Srednje Prilišće - Straža - Tončići - Veliki Modruš Potok - Vinski Vrh - Vukova Gorica - Zaborsko Selo - Zagradici - Završje Netretićko |